# Pentagón Jr.
 (juin 2021).
Pentagón Jr (né le 26 février 1985 à Xalapa (Veracruz)) est un catcheur (lutteur professionnel) mexicain. Il travaille à la World Wrestling Entertainment, dans la division Raw, sous le nom de Penta.
Il est le frère aîné de Fénix.

## Carrière

### Asistencia Asesoría y Administración (2010-2017)
Lors de Guerra de Titanes 2012, il change son nom en Pentagón Jr. et rejoint La Sociedad,. Lors de Rey de Reyes 2013, il participe au Rey de Reyes Tournament mais perd lors du premier tour contre le futur vainqueur du tournoi El Mesías. Le 19 avril 2014, lui et Sexy Star battent Drago et Faby Apache et remportent les AAA World Mixed Tag Team Championship. Le 17 novembre, il rejoint le groupe des "Los Perros del Mal". Lors de Guerra de Titanes (2014), lui et Joe Líder battent Los Güeros del Cielo (Angélico et Jack Evans) et Myzteziz et Fénix dans un Three Way Tag Team Match et remportent les AAA World Tag Team Championship. Le 27 février 2015, lui, Brian Cage et El Hijo del Fantasma battent le AAA Mega Champion Alberto El Patrón, Fénix et Myzteziz. Lors de Triplemanía XXIII, lui, El Texano Jr. et El Hijo del Fantasma perdent contre Los Hell Brothers (Averno, Chessman et Cibernético) dans un Three-way trios steel cage match qui comprenaient également Fénix et Los Güeros del Cielo (Angélico et Jack Evans) et ne remportent pas les AAA World Trios Championship . Lors de Héroes Inmortales IX, lui et Joe Líder perdent les AAA World Tag Team Championship contre Los Güeros del Cielo dans un Three Way Tag Team Match qui comprenaient également Daga et Steve Pain.
Le 4 mars 2016, il remporte le Rey de Reyes Tournament en battant au premier tour, El Hijo del Fantasma, Fénix et Octagon Jr. et en finale il bat La Parka et Villano IV et devient le Rey de Reyes 2016. Il participe à la Lucha Libre World Cup 2016 en tant que membre de la "Team AAA" aux côtés de El Texano Jr. et Psycho Clown, en battant la "Team Ōdō and Zero1" (Akebono, Ikuto Hidaka et Masato Tanaka) dans les quarts de finale, et la "Team Noah" (Maybach Taniguchi, Naomichi Marufuji et Taiji Ishimori) dans les demi-finales. L'équipe de Pentagón perd en finale du tournoi contre "Team Lucha Underground" (Johnny Mundo, Chavo Guerrero Jr. et Brian Cage). Le 3 juillet 2016, il bat Psycho Clown et remporte le AAA Latin American Championship. Lors de Triplemanía XXIV, il perd le titre contre Johnny Mundo. Lors de AAA Star Battle Japan 2016, lui, Brian Cage et El Texano Jr. perdent contre Akebono, Naomichi Marufuji et Rey Mysterio. Le 28 octobre, lors d'un show de la Promociones EMW, il perd contre El Texano Jr. dans un Three-Way Match qui comprenaient également El Mesías et ne remporte pas le AAA Mega Championship. Lors de Guerra de Titanes (2017), il perd contre Johnny Mundo et ne remporte pas le AAA Latin American Championship. Le lendemain, il quitte la fédération.

### Circuit indépendant mexicain & américain (2017-...)
Le 27 janvier, Penta, Daga, Garza Jr. et Fénix el Rey annoncent la formation d'un nouveau groupe appelé La Rebelión.
Le 11 mai 2018 lors du premier show de la Warrior Wrestling, il bat Matt Sydal et DJZ.

### Lucha Underground (2014–...)
Le 12 novembre 2014, il fait ses débuts à la fédération et il perd contre Fénix dans un Three Way Match qui comprenaient également Drago.
Le 11 mars 2015, il bat Argenis et casse le bras de ce dernier après le match. Le 1er avril, il fait équipe avec Sexy Star et Super Fly et ils perdent contre Big Ryck, Killshot et The Mack dans un match de premier tour du tournoi pour déterminer les premiers Lucha Underground Trios Champions. Le 5 août, lors de Ultima Lucha, il bat Vampiro dans un violent Cero Miedo match et après le match, à la demande pressante de Vampiro, il lui casse le bras et ce dernier révèle alors qu'il est le maître de Pentagón Jr.
Le 9 mars 2016, il perd contre Mil Muertes dans un Three Way Match qui comprenaient également Prince Puma et ne remporte pas le Lucha Underground Championship. Le 30 mars, il perd contre Matanza Cueto et ne remporte pas le Lucha Underground Championship. Lors de Ultima Lucha Dos, il perd contre Matanza Cueto et ne remporte pas le Lucha Underground Championship, se retourne contre Vampiro après le match et se rebaptise "Pentagón Dark". 

#### Double Lucha Underground Champion (2016-2018)
Le 26 juin 2016 lors de Ultima lucha tres (diffusé le 18 octobre 2017), il bat Prince Puma en encaissant son Gift of the Gods et devient Lucha Underground Champion.
Le 13 juin lors de Lucha Underground saison 4 épisode 1, il conserve le Lucha Underground Championship au cours d'un Modern Warfare match en battant Chavo Guerrero, Daga, Dragon Azteca Jr., Fénix, Hernandez, Jeremiah Crane, Joey Ryan, Johnny Mundo, Killshot, King Cuerno, Mariposa, Marty Martinez, Mil Muertes, Mr. Pectacular, Ricky Mundo, Son Of Havoc, The Mack, Tommy Dreamer et Vinny Massaro. Le 20 juin, il conserve une nouvelle fois le Lucha Underground Championship en battant Matanza Cueto. 
Le 27 juin, il est attaqué par Cage. Le 11 juillet, il attaque Cage avec une chaise au cours du match de ce dernier contre Mill Muertes, lui faisant perdre le match. Le 18 juillet, il conserve son titre en battant Cage. Le 1er août , il perd un 2-on-1 handicap match contre Cage & King Cuerno, après le match, Cage le frappe à la tête à coups de chaise. Le 15 août, alors que Cage s'apprêtait à parler, il fut attaquer par Pentagon Dark qui lui porta un superkick, les deux hommes se sont battus en faisant le tour de l'arène disparaissant ensuite dans les vestiaires en se battant.
Le 22 août, il bat Cage au cours d'un Last Man or Machine Standing match après lui avoir cassé les deux bras et lui avoir porté un Stomp sur un parpaing et conserve donc le Lucha Underground Championship.
Le 5 septembre, il bat Hernandez. Après le match, il est attaqué par King Cuerno, ce dernier lui porta un Piledriver sur le titre de la Lucha Underground de Pentagon. Le 19 septembre, il conserve son titre au cours d'un triple threat match contre Mil Muertes & King Cuerno. Après le match, il est attaqué par Marty Martinez qui encaissera ensuite son Gift of the Gods Championship sur lui, le battra et remportera le Lucha Underground Championship de Dark.
La semaine suivante, Dark remporte un Four-Way match contre Mil Muertes, King Cuerno et El Dragon Azteca Jr. et affrontera Marty "The Moth" Martinez pour le championnat de la Lucha Underground lors de Ultima Lucha IV.
Lors de l’épisode 17 de Lucha Underground, Il intervient pour sauver Mariposa qui venait de perdre son match face au Lucha Underground Champion Marty «The Moth» Martinez. Plus tard, Pentagon Dark accepte la stipulation de leur match à savoir un «Cero Miedo Match» qui aura lieu lors du Main Event de Ultima Lucha 4.
Le 10 octobre lors de l'épisode 18 de la saison 4 de la Lucha Underground, Pentagon bat Reklusa. Après le match, il est attaqué par Marty "The Moth" Martinez et Reklusa.
Le 7 novembre lors de Ultima Lucha Cuatro, il bat Marty "The Moth" Matinez et récupère le Lucha Underground Championship. Après le match, Jake Strong vient encaisser son Gift of The Gods sur Pentagon, le bat par soumission et remporte son titre.

### All American Wrestling (2015–2024)
Il fait ses débuts à la All American Wrestling lors de Windy City Classic XI où il perd contre Chris Hero. Lors de Take No Prisoners 2016, il bat Fénix. Lors de United We Stand 2016, il bat Sami Callihan et remporte le AAW Heavyweight Championship,. Lors de AAW "Cero Miedo", il conserve son titre contre Tommaso Ciampa. Le 8 octobre, il met le titre en jeu dans un Lucha de Apuestas Tag Team Match où son frère Fénix a mis son masque en jeu, tandis que leur adversaire risquait soit leurs cheveux (Sami Callihan) ou leur carrière (Jake Crist). Le match a pris fin avec Sami Callihan épinglant Pentagón Jr. pour regagner le titre. Lors de Windy City Classic XII, lui, Brian Cage et Drago perdent contre Outlaw Inc (Homicide, Eddie Kingston et Low Ki). Lors de End Of Innocence, il bat AR Fox. 
Lors de Homecoming 2017, il bat ACH et remporte le AAW Heritage Championship,. Lors de EPIC 2017: The 13th Anniversary Show, il conserve son titre contre AR Fox. Lors de Take No Prisoners 2017, il conserve son titre contre Keith Lee. Le 17 juin lors de AAW Killers Among Us, il conserve le titre contre Trevor Lee. Le 31 août lors de Defining Moment, il conserve le titre contre Brian Cage.
Le 7 octobre lors de AAW Seize the Day, il perd contre Rey Fenix et ne remporte pas le AAW Heavyweight Championship. Le 25 novembre lors de AAW Unstoppable, il perd le AAW Heritage Title contre DJZ. 
Le 30 décembre lors de AAW Windy City Classic XIII, il perd un fatal four way match impliquant Teddy Hart, Joey Janela et AR Fox au profit de ce dernier.
Le 3 février 2018 lors de AAW The Chaos Theory, il bat Eddie Kingston. Le 13 avril lors de AAW Never Say Die, il bat Teddy Hart. Le 25 mai lors de AAW Take No Prisoners, Rey Fenix et Penta El Zero M battent Myron Reed & A.R Fox.
Le 28 septembre lors de AAW Jim Lynam Memorial Tournament Day-1, il perd contre Brody King et ne remporte pas le AAW Heavyweight Championship.
Le 10 novembre lors de AAW Legacy 2018, il gagne avec Rey Fenix contre Dezmond Xavier & Zachary Wentz.

### Pacific Coast Wrestling (2016–...)
Lors de PCW Title Wave, il bat Willie Mack et plus tard dans la soirée, il bat Brian Cage pour devenir le premier PCW Heavyweight Champion. Lors de PCW Clear The Way, il perd le titre contre Rob Van Dam. 
Le 1er décembre 2017, il bat John Hennigan et remporte le PCW Heavyweight Championship.
Le 19 janvier lors de PCW ULTRA 2K18, il gagne avec The Great Muta contre Johnny Ultra et Sami Callihan. Le 16 mars  lors de PCW ULTRA Tuff Luck, il conserve son titre en battant Rob Van Dam. Le 4 mai 2018, lors du PCW ULTRA May the 4th, il conserve le PCW Heavyweight Championship en battant Homicide.
Le 7 septembre lors de PCW ULTRA Vision Quest, il conserve son titre en battant Hammerstone. Le 26 octobre lors de PCW ULTRA Possessed, il conserve le titre de la PCW en battant P.J Black.
Le 7 décembre lors de PCW ULTRA Believe, il perd le PCW Heavyweight Championship contre Shane Strickland.

### Pro Wrestling Guerrilla (2015–...)
Le 28 août, 2015, il fait ses débuts à la Pro Wrestling Guerrilla (PWG) en tant que participant au Battle of Los Angeles 2015, où il bat Drago dans son match de premier tour. Il a été éliminé du tournoi dans son match de second tour où il perd contre le futur vainqueur du tournoi, Zack Sabre, Jr.. Le 2 septembre 2016, il retourne à la PWG en tant que participant au Battle of Los Angeles 2016, où il perd face à Marty Scurll dans son match de premier tour. Lors de la troisième nuit du tournoi, lui et Fénix perdent contre The Young Bucks et ne remportent pas les PWG World Tag Team Championship,. Lors de PWG "Nice Boys (Don't Play Rock N' Roll)", ils battent The Young Bucks dans un Three Way Tag Team Match qui comprenaient également Matt Sydal et Ricochet et remportent les PWG World Tag Team Championship,. Lors de PWG All Star Weekend 13 - Tag 1, ils perdent les titres contre The Chosen Bros (Jeff Cobb et Matt Riddle).
Le 16 septembre 2018 lors de Battle of Los Angeles Day 3, Fénix et Penta El 0M perdent contre Zachary Wentz et Dezmond Xavier et ne remportent pas les PWG Tag Team titles.

### WrestleCircus (2017-...)
Il fait ses débuts à la fédération lors de WC The Greatest Show On Earth où il perd contre Ethan Carter III et ne remporte pas le WC Ringmaster Championship. Lors de WC Dive Hard With A Vengeance, lui et Rey Fénix battent reDRagon (Bobby Fish et Kyle O'Reilly). Lors de WC The Squared Ring Circus, ils perdent contre Roppongi Vice (Baretta et Rocky Romero) et ne remportent pas les WC Big Top Tag Team Championship.

### Impact Wrestling (2018-2019)
Le 18 avril 2018 à Wrestlecon, il bat Fenix et Austin Aries au cours d'un triple threat match.

#### Impact World Champion (2018)
Le 22 avril lors de Redemption, il bat Austin Aries et Rey Fénix et remporte le Impact World Championship. Le 26 avril à Impact, il est confronté par ses principaux challengers : Austin Aries, Eli Drake et Scott Steiner, il sera également défié par Moose. Il se fera attaquer par Steiner et Drake mais parviendra à prendre le dessus et à les faire fuir. Le 3 mai à Impact, il confronte Eli Drake qui sera son prochain adversaire. Le 10 mai à Impact, il bat Eli Drake et conserve son titre. Le 31 mai à Impact, il affronte Austin Aries pour le Impact World Championship une première fois le match se termine en double décompte à l'extérieur, Aries demande alors à ce que le match recommence, le deuxième match se termine de la même façon, Pentagon demande alors que le match recommence, la troisième fois, lorsque l'arbitre eu le dos tourné, Aries porta un low blow sur Pentagon et fit ensuite le tombé pour le compte de trois, Pentagon perdit alors le titre mondial de Impact.  

#### Rivalité avec Ohio Versus Everything (2018).
Le 22 juillet à Slammiversary, il bat Sami Callihan au cours d'un Hair vs Mask match et rase le crâne de Callihan après le match. 
Le 13 septembre à Impact, les Lucha Brothers battent le Cult of Lee, plus tard ils sont défiés pour un match au Bound for Glory par oVe. Plus tard, Cage bat Kongo Kong. Après le match, il annonce qu'il accepte le défi de oVe pour Bound for Glory. Le 20 septembre à Impact, les Lucha Brothers battent Matt Sydal et Rich Swann. Après le match, les membres de oVe tentent de les attaquer mais ils fuiront une fois que Brian Cage aura fait son entrée. 
Le 6 janvier lors de Homecoming, ils perdent contre LAX et ne remportent pas les titres par équipe de Impact.

#### Impact World Tag Team Champion (2019)
Le 7 février à Impact, ils battent LAX et remportent les championnats par équipe de Impact.[réf. nécessaire]
Le 28 avril lors de Impact Wrestling Rebellion, ils perdent les titres par équipe de Impact contre LAX au cours d'un Full Metal Mayhem match. Après le match, les Lucha Brothers et LAX font la paix.[réf. nécessaire]

### Retour à la AAA (2018-...)
Le 5 juin 2018, il est annoncé que Pentagon Jr. participera à un lucha de apuestas cage match au cours duquel il mettra son masque en jeu lors de Triplemania XXVI.  Le 2 août, il gagne avec L.A. Park contre Pagano et Psycho Clown. Lors de Triplemania XXVI, il conserve son masque au cours d'un four way match contrairement à El Hijo del Fantasma qui se fait démasquer (ce match impliquait aussi Psycho Clown & LA Park.
Le 31 octobre lors de AAA Lucha Capital, il bat Puma King. 

### All Elite Wrestling (2019-2024)
Le 7 février 2019, lors d'un rassemblement de la All Elite Wrestling, ils signent officiellement avec la fédération, puis ont une altercation physique avec les Young Bucks, qu'ils affronteront lors du premier pay-per-view inaugural : Double or Nothing.
Le 25 mai à Double or Nothing, ils ne remportent pas les titres mondiaux par équipes de la AAA, battus par les Young Bucks. Le 7 juin lors du pay-per view de la AAA : Verano de Escandalo, ils deviennent les nouveaux champions du monde par équipes de la AAA en prenant leur revanche sur leurs adversaires. Le 29 juin à Fyter Fest, Laredo Kid et eux perdent face à Kenny Omega et leurs mêmes opposants dans un 6-Man Tag Team match.
Le 13 juillet à Fight for the Fallen, ils battent SCU. Le 31 août à All Out, ils conservent leurs titres en rebattant les Young Bucks dans un Ladder match. 
Le 30 octobre à Dynamite, ils ne remportent pas les titres mondiaux par équipes, battus par SCU (Frankie Kazarian et Scorpio Sky) en finale du tournoi. Le 9 novembre à Full Gear, ils ne remportent pas les ceintures, rebattus par leurs mêmes adversaires dans un 3-Way Tag Team match qui inclut également Private Party.

#### The Death Triangle, champions du monde par équipes et champions du monde Trios avec PAC (2020-2023)
Le 4 mars à Dynamite, PAC et eux forment officiellement une alliance et se font appeler The Death Triangle[réf. nécessaire]. À cause de la pandémie de Covid-19 aux États-Unis, le catcheur britannique est contraint de rester dans son pays natal, pendant huit mois.
Le 24 juin à Dynamite, ils font leur retour, s'allient avec The Butcher et The Blade, défient FTR et les partenaires de leur choix à Fyter Fest et les attaquent avant l'arrivée des Young Bucks.
Le 8 juillet à Fyter Fest Night 2, les quatre catcheurs battent le quartet adverse dans un 8-Man Tag Team match. Le 5 septembre à All Out, ils ne remportent pas la 21-Man Casino Battle Royal, gagnée par Lance Archer, et ne deviennent pas aspirants no 1 au titre mondial.
Le 30 mai à Double or Nothing, il ne remporte pas la 21-Man Casino Battle Royal, battu par Jungle Boy, et ne devient pas aspirant no 1 au titre mondial.
Le 5 septembre à All Out, ils deviennent les nouveaux champions du monde par équipes en battant les Young Bucks dans un match de cage en acier. 
Le 16 octobre à Dynamite, ils ne conservent pas leurs titres mondiaux par équipes de la AAA, battus par FTR, ce qui met fin à un long règne de 853 jours. Le 13 novembre à Full Gear, ils conservent leurs titres en prenant leur revanche sur leurs mêmes adversaires.
Le 5 janvier 2022 à Dynamite, ils ne conservent pas leurs ceintures, battus par Jurassic Express (Jungle Boy et Luchasaurus).
Le 29 mai à Double or Nothing, PAC et eux perdent face à House of Black dans un 6-Man Tag Team match. Pendant le combat, Julia Hart effectue un Heel Turn, car elle asperge du Black Mist au visage de leur partenaire.
Le 7 septembre à Dynamite, ils deviennent les nouveaux champions du monde Trios en battant les Best Friends, remportent les titres pour la première fois de leurs carrières et deviennent les seconds champions.
Le 19 novembre à Full Gear, ils conservent leurs titres en battant l'Elite (Kenny Omega et les Young Bucks) dans un Trios match.
Le 11 janvier 2023 à Dynamite, ils ne conservent pas leurs ceintures, battus pas leurs mêmes adversaires dans un Esclera de la Muerte du dernier Best of Seven Series match, ce qui met fin à un règne de 126 jours.

#### Diverses rivalités et départ (2023-2024)
Le 5 mars lors du pré-show à Revolution, Mark Briscoe et eux battent Tony Nese, Josh Woods et Ari Daivari dans un Trios match.
Le 28 mai lors du pré-show à Double or Nothing, ils ne remportent pas le titre International, battus par Orange Cassidy dans un 21-Man Blackjack Battle Royal.
Le 27 août à All In, les Best Friends (Chuck Taylor, Orange Cassidy et Trent Beretta), Eddie Kingston et lui battent le Blackpool Combat Club (Jon Moxley, Claudio Castagnoli et Wheeler Yuta), Ortiz et Santana dans un Stadium Stampede match. Le 20 septembre à Dynamite: Grand Slam, le second luchador devient le nouveau champion International en battant Jon Moxley et remporte le titre pour la première fois de sa carrière. 
Le 1er octobre à WrestleDream, ils ne deviennent pas aspirants n°1 aux titres mondiaux par équipes, battus par les Young Bucks dans un 4-Way Tag Team match qui inclut également The Gunns, Orange Cassidy et HOOK. Le 10 octobre à Dynamite, Rey Fenix ne conserve pas sa ceinture, rebattu par Orange Cassidy, ce qui met fin à un règne de 20 jours.
Le 26 mai 2024 à Double or Nothing, PAC et eux ne remportent pas les titres mondiaux des trios  de la ROH, battus par Bang Bang Gang (Jay White et The Gunns) dans un Trios match. Le 30 juin lors du pré-show à Forbidden Door, Místico et eux battent Los Ingobernables de Japon (Hiromu Takahashi, Titán et Yota Tsuji) par soumission dans la même stipulation.
Le 1er décembre, il quitte officiellement la férération à la suite de l'expiration de son contrat.

### Autres Fédérations
Lors de WrestleCon SuperShow 2016, il perd contre Jeff Hardy dans un Six Way Monster's Ball match qui comprenaient également Abyss, Trevor Lee, Andrew Everett et AR Fox. Lors de APW We Out Here, il perd contre Cody Rhodes. Lors de WrestleCon SuperShow 2017, lui et Rey Fénix perdent contre The Hardys Boyz (Jeff Hardy et Matt Hardy),,. 
Le 19 juillet 2018 lors de MLW Battle Riot, Rey Fenix et Penta El Zero M battent Rey Horus & Drago et conservent les MLW Tag Team Titles.
Le 1er septembre lors du show All In produit par Cody Rhodes et les Young Bucks, il perd contre Kenny Omega.

### World Wrestling Entertainment (2024-...)

#### Débuts àRaw(2024-...)
Le 31 décembre, il signe officiellement avec la World Wrestling Entertainment.
Le 13 janvier 2025 à Raw, il fait ses débuts dans le show rouge, dispute son premier match et bat Chad Gable. Le 1er février au Royal Rumble, il entre dans son tout premier Men's Royal Rumble match en seconde position, élimine Ludwig Kaiser avant d'être lui-même éliminé par Finn Bálor après 42 minutes de match.

## Palmarès
- All American Wrestling
  - 1 fois AAW Heavyweight Championship[45]
  - 1 fois AAW Heritage Championship[136]
  - 1 fois AAW Tag Team Championship avec Rey Fénix

- All Elite Wrestling
  - 1 fois champion du monde par équipe de l'AEW - avec Rey Fénix
  - 1 fois champion du monde en trios de l'AEW - avec Rey Fénix et PAC

- Asistencia Asesoría y Administración
  - 1 fois AAA Latin American Championship[13]
  - 1 fois AAA World Mixed Tag Team Championship avec Sexy Star
  - 3 fois AAA World Tag Team Championship - avec Joe Líder (1) et Rey Fénix (2)
  - Rey de Reyes (2016)[10]
  - Rudo of the Year (2014, 2015)[137],[138]
  - Wrestler of the Year (2015)

- Impact Wrestling
  - 1 fois Impact ! World Championship
  - 1 fois Impact ! World Tag Team Champion avec Fénix
  - Prise de finition de l'année (2018) pour le Pentagon Driver
  - Match de l'année (2018) contre Sami Callihan à Slammiversary
- Lucha Underground
  - 2 fois Lucha Underground Championship [139]
  - 1 fois Gift of the Gods Championship[139]
  - Aztec Warfare IV
- The Crash
  - 1 fois The Crash Cruiserweight Championship[140]
- Mexican Independent Circuit
  - 1 fois Strong Style Title (actuel)
- Pacific Coast Wrestling
  - 2 fois PCW Heavyweight Championship (actuel)[141]
- Perros del Mal Producciones
  - 1 fois Perros del Mal Light Heavyweight Championship
- Pro Wrestling Guerrilla
  - 1 fois Champion du monde par équipes de la PWG avec Rey Fénix[142]
- Ring of Honor
  - 1 fois ROH World Tag Team Championship avec Rey Fenix
- What Culture Pro Wrestling
  - Pro Wrestling World Cup: Mexico Tournament (2017) avec Rey Mysterio
- Wrestling Superstar
  - 1 fois WS World Submission Lucha Championship (actuel)[143]
- MLW
  - 1 fois MLW Tag Team Championship avec Rey Fenix
- Xtrem Mexican Wrestling
  - 1 fois XMW Tag Team Championship avec Fénix[144]

### Récompenses de magazines
- Pro Wrestling Illustrated

| Année | 2013 | 2014       | 2015 | 2016 | 2017 | 2018 | 2019 | 2020 | 2021 | 2022 | 2023 | 2024 |
| ----- | ---- | ---------- | ---- | ---- | ---- | ---- | ---- | ---- | ---- | ---- | ---- | ---- |
| Rang  | 251  | Non classé | 95   | 68   | 65   | 30   | 28   | 74   | 115  | 93   | 72   | 236  |

- Wrestling Observer Newsletter

| # | Résultat | Adversaire                                     | Évènement   | Date         | Durée | Lieu                      | Notes |
| - | -------- | ---------------------------------------------- | ----------- | ------------ | ----- | ------------------------- | --- |
| 1 | Victoire | The Young Bucks (Matt Jackson et Nick Jackson) | AEW All Out | 31 août 2019 | 24:10 | Hoffman Estates, Illinois | Il s'agit d'un Ladder Match où il fait équipe avec Rey Fénix pour les championnats par équipe de la AAA de Pentagon et Fénix (le match a été noté 5.25). |

### Résultats des matchs à enjeu (Luchas de apuestas)
| # | Vainqueur (enjeu)                                                | Perdant (enjeu)                 | Date            | Lieu                     | Notes |
| - | ---------------------------------------------------------------- | ------------------------------- | --------------- | ------------------------ | --- |
| 1 | Pentagon Dark (carrière)                                         | Prince Puma (Titre et Carrière) | 26 juin 2016    | Los Angeles, Californie  | Au cours de Ultima Lucha Tres                                                                                      |
| 2 | Pentagón Jr (masque)                                             | Sami Callihan (cheveux)         | 22 juillet 2018 | Toronto, Ontario, Canada | au cours de Slammiversary                                                                                          |
| 3 | Pentagón Jr (masque), L.A Park (masque) et Psycho Clown.(masque) | El Hijo del Fantasma (masque)   | 25 août 2018    | Mexico, Mexique          | Lors de Triplemania XXVI. Ce fut un 4-Way match, le perdant subissant le tombé (ou soumission) perdait son masque. |